# Zeda Zhang
Julia Ho (née le 1er juillet 1987) est une lutteuse professionnelle américaine et ancienne comabattante d'arts martiaux mixtes, mieux connue sous son nom de ring Zeda Zhang . Employée par la WWE sous le nom de Zeda, elle apparaît dans la division NXT et prend part au premier tournoi du Mae Young Classic, en 2017. Elle lutte aussi pour la Major League Wrestling (MLW), dont elle est la première lutteuse féminine signée. Depuis, elle lutte pour l'All Elite Wrestling et sur le circuit indépendant.

## Carrière en MMA
Julia Ho fait ses débuts en arts martiaux mixtes (MMA) le 2 juillet 2011, battant Betty Huck par décision unanime. Ho prend part à son deuxième et dernier combat de MMA le 27 octobre 2012, battant Evie Johnson au deuxième round par soumission à l'aide d'un Mata Leon.

## Carrière de lutte professionnelle

### WWE (2017-2018)
Ho fait ses débuts à la WWE le 13 mai 2017, au sein de la division NXT, dans le cadre d'une bataille royale lors d'un house show à Dade City, en Floride, luttant sous son vrai nom.
En juillet, Ho prend part au premier Mae Young Classic sous le nom de ring Zeda . Elle perd dès le premier tour du tournoi contre la future finaliste Shayna Baszler.
Elle lutte ensuite dans des house-shows et occasionnellement dans le programme télévisé WWE NXT, jusqu'à son licenciement le 2 juin 2018 

### Oriental Wrestling Entertainment (2018–2019)
Après avoir été libérée de la WWE, Zeda lutte pour l'Oriental Wrestling Entertainment, où elle commence à s'entraîner avec Cima.

### Major League Wrestling (2019)
Le 2 octobre 2019, il est annoncé que Julia Ho avait signé un contrat pluriannuel avec la Major League Wrestling (MLW) sous le nom de ring Zeda Zhang, devenant ainsi la première membre fixe de leur nouvelle division féminine. Zeda Zhang fait ses débuts sur le ring de la MLW en battant The Spider Lady (qui se révèle plus tard être Priscilla Kelly) par DQ, lors de l'épisode 85 de leur programme télévisé MLW Fusion.

### All Elite Wrestling (2021–2023)
Le 10 août 2021, Zeda Zhang rejoint la All Elite Wrestling (AEW) contre Thunder Rosa lors de leur programme AEW Dark, dans un combat qu'elle perd,. Suivi d'un autre combat le 11 septembre lors du même programme, qui la voit abandonner la victoire à Kris Statlander ; Puis d'un autre combat le 3 décembre, dans lequel Zeda est vaincue par Nyla Rose par tombé.
Elle s'incline à nouveau le 6 mars 2022, cette fois contre Toni Storm, puis à nouveau contre Athena le 11 janvier 2023 lors du programme AEW Dark elevation.
À ce jour, Julia est sur un triste record de cinq défaites pour zéro victoire à l'AEW.

### Circuit indépendant
Quatre jours après sa cinquième défaite à l'AEW, Zeda Zhang est à la carte du show UWN Red Carpet Rumble, ou elle obtient sa première victoire en six mois, sur Danielle Kamela.
Au cours de sa carrière, Zeda Zhang est apparue à neuf reprises sur le ring des Queens of Combat, et y totalise 3 victoires pour 6 défaites dont 3 par tombé.

## Autres apparitions
Julia Ho a également incarnée Mika Nanagawa, personnage de la franchise de jeux vidéo à succès Street Fighter, dans un fanfilm. C'est la première femme à endosser le costume de la catcheuse nippone, celle-ci n'ayant jamais été incarnée à l'écran auparavant.